# Chicosvaca
Chicosvaca es una banda de rock procedente de Rosario, Argentina, formada en 2003. 
Actualmente está conformada por cinco integrantes: Nicolás Pombo (voz y guitarra), Diego Tourn (guitarra), Gabriel Panella (bajo), Camilo Ceccarelli (batería) y "Tacho" Chamut (teclados).

## Historia
Chicosvaca es una banda de rock de la ciudad de Rosario que tuvo sus inicios en el año 2003 y logró reconocimiento en la ciudad como un grupo que intenta combinar rock nacional con el sonido internacional contemporáneo. 
A lo largo de los años la banda se presentó en innumerables escenas de la ciudad y alrededores, compartiendo escenario con artistas como Mancha de Rolando, Cielo Razzo, Los Tipitos, Fabiana Cantilo, Coki and the Killer Burritos, Manu Chao, entre otros. En 2007 la banda ingresó al estudio de grabación de Palmo Addario donde grabaron Árticos al sur, definiendo allí su formación actual.
A mediados de 2012 Chicosvaca presentó oficialmente Elevarse, nena, un disco de 11 tracks entre los que se destaca Peligrosa, Aeropuertos y El tirón; y que fue grabado, mezclado y masterizado en los estudios del Abasto al Pasto, en General Rodríguez. 
Luego de un largo proceso de preproducción, y en conjunto nuevamente con Álvaro Villagra, a principios de 2015 Chicosvaca volvió a los Estudios del Abasto para grabar Algunos Chicos. El disco fue lanzado en mayo de este año año y cuenta con 12 canciones todas de propia autoría.

## Discografía
- Árticos al sur
- Elevarse, nena
- Algunos Chicos
- Ninguna Historia Importante